# Бойст, Оле фон
барон Карл Фридрих Арп фон Бойст (нем. Carl-Friedrich Arp Freiherr von Beust; род. 13 апреля 1955, Гамбург, Германия) — немецкий политик, первый бургомистр Гамбурга с 2001 года по 2010 год, председатель Бундесрата с 2007 по 2008 год, открытый гей.

## Биография
Родился 13 апреля 1955 в Гамбурге в семье политика Ахима Хельге фон Бойста, младший из троих братьев. Его мать — наполовину еврейка, что отразилось на её жизни в нацистский период[как?]. Его отец был первым национальным председателем молодёжной организации ХДС.
В 1971 году фон Бойст вступил в ХДС и работал после окончания гимназии ассистентом гамбургского представительства от ХДС. В 1973 году он окончил среднюю школу Walddörfer-Gymnasium. С 1975 по 1980 (первый государственный экзамен) год он обучается юриспруденции в Гамбургском университете. С 1977 до 1983 год Бойст занимает пост председателя молодёжной организации ХДС в федеральной земле Гамбург. В 1978 году он становится членом городского парламента Гамбурга. После защиты второго государственного экзамена в 1983 году он работал независимым юристом.
Бойст является членом правящего совета ХДС в Гамбурге с 1992 года, и национального правящего совета ХДС с 1998 года.
31 октября 2001 года Оле фон Бойст был выбран первым бургомистром Свободного и Ганзейского города Гамбурга. Был переизбран на этот пост в 2004 и 2008 годах. Занимался вопросами строительства, в частности нового делового центра Гамбурга (HafenCity), застройки бывших промышленных районов и пустырей, социальной политики.
Бойст занимал пост председателя Бундесрата с 2007 по 2008 год. 18 июля 2010 года объявил о своём уходе с поста первого бургомистра Гамбурга и покинул его 25 августа Место Бойста занял Кристоф Альхаус.
После ухода из политики Бойст открыл собственную юридическую фирму и стал советником в консалтинговой компании Roland Berger. В 2012 году Бойст заменил Клауса фон Донаньи на посту исполнительного директора Гамбургского фонда за права лиц, подвергающихся политическому преследованию.
Во время забастовки работников аэропорта Франкфурта-на-Майне в феврале 2012 Бойста назначали представителем стороны оператора Fraport для проведения переговоров с профсоюзом GdF. Профсоюз согласился на предложенные Бойстом условия, однако в Fraport их отвергли.
Бойст занимает высокие посты во множестве организаций: он является членом совета попечителей Друзей Фрекелюферской синагоги, входит в консультативный совет компаний Alliander AG, Germela и Varengold Bank, в руководящий совет BoxDirect AG, является председателем руководящего совета CH2 Contorhaus Hansestadt Hamburg AG, советником в Donner & Reuschel, членом совета по самодостаточному развитию ECE Projektmanagement, членом правления Wirtschaftsrat der CDU, членом клуба Ротари Интернешнл. В 2010 года стал председателем руководящего совета HafenCity Hamburg GmbH.
В конце 2015 года Бойста вместе с Юргеном Триттином и Маттиасом Платцеком назначили сопредседателем государственной комиссии по снижению использования АЭС.

## Личная жизнь
Его сексуальная ориентация открылась в 2003 году благодаря громкому скандалу, связанным с тем, что бывший заместитель фон Бойста Рональд Шиль, уволенный бургомистром, принялся шантажировать его оглаской того, что фон Бойст — гей и что он продвигает якобы своего любовника Рогера Кюша по служебной лестнице. В ответ на это фон Бойст созвал пресс-конференцию, на которой опроверг наличие сексуальной связи с Кюшем, свою же сексуальную ориентацию уточнять не стал. Тем не менее Шиль был обвинён в гомофобии, а на досрочных выборах бургомистра, состоявшихся вскоре после скандала, фон Бойст одержал убедительную победу. Впоследствии отец фон Бойста в интервью подтвердил гомосексуальность сына. Сам фон Бойст, когда ему задают подобные вопросы, обычно иронично ссылается на интервью своего отца.
В сентябре 2010 года уже ушедший в отставку Оле фон Бойст показал широкой общественности своего возлюбленного Лукаса Фёрстера, который на 36 лет моложе самого Бойста.